# Matthias M. Weber (Mediziner, 1960)
Matthias Maximilian Weber (* 6. Juli 1960) ist ein deutscher Psychiater und Medizinhistoriker.

## Werdegang
Matthias Weber studierte Humanmedizin an der Ludwig-Maximilians-Universität München von 1979 bis 1985. Er promovierte zu einem forensisch-psychiatrischen Thema. Von 1987 (Arzt im Praktikum) bis 2017 war er am Max-Planck-Institut für Psychiatrie in München als Arzt und wissenschaftlicher Mitarbeiter angestellt. Seit 1994 ist er Facharzt für Psychiatrie und Psychotherapie. Ab 1991 war ihm die Leitung des historischen Archivs des Max-Planck-Instituts für Psychiatrie übertragen worden. In dieser Eigenschaft verantwortete und organisierte er unter der Leitung des Institutsdirektors und heutigen Geschäftsführer der Holsboer Maschmeyer-NeuroChemie (HMNC) GmbH, Florian Holsboer, den Archivbetrieb einschließlich der archivarischen Erfassung der Bestände, der Benutzerbetreuung und der Erteilung wissenschaftlicher Auskünfte zur Psychiatrie- und Institutsgeschichte.  Ab 2004 leitete er als habilitierter wissenschaftlicher Mitarbeiter das historische Archiv und die Arbeitsgruppe „Geschichte der Medizin“ am Max-Planck-Institut für Psychiatrie. In der Klinik des Instituts war er Geschäftsführender Oberarzt und Leiter der Zentralen Gutachtenstelle für forensisch-psychiatrische Begutachtung, insbesondere im Bereich des Zivil-, Sozial- und Verwaltungsrechts.
Im Rahmen einer Begehung des historischen Archivs durch eine von der Max-Planck-Gesellschaft eingesetzte unabhängige Expertenkommission im Februar 2016 traten ein kaum benutzbarer Zustand des Archivs sowie zahlreiche Unregelmäßigkeiten zutage. Diese betrafen vor allem das Auffinden zahlreicher Euthanasie-Hirnpräparate, welche offiziell seit dem Jahr 1990 als auf dem Münchener Waldfriedhof bestattet galten. Weber wird dabei der Vorwurf gemacht, als Archivleiter die Arbeit der Historiker erschwert zu haben, wobei einer der Autoren des, der Begehung vorangegangenen Präsidentengutachtens der Max-Planck-Gesellschaft, Wolfgang U. Eckart diesen Vorwurf widerlegt hat. Dem Gutachten und Aussagen Webers zufolge, war Weber derjenige, der in E-Mails auf fragwürdige Objekte im Archiv hingewiesen hat, was letztendlich in der Begehung mündete. Weber beruft sich zudem auf archiv- und datenschutzrechtliche Bestimmungen, die es ihm nicht erlaubt hätten, die Forscher so recherchieren zu lassen, wie sie es gerne getan hätten. In der Folge wurde Weber zunächst von der Archivleitung entbunden und schließlich seine Tätigkeit am Max-Planck-Institut für Psychiatrie 2017 beendet. In einem Bericht bei Kontrovers – Das Politikmagazin vom 15. März 2017 im BR Fernsehen spricht der ehemalige Vorsitzende des Kuratoriums des Max-Planck-Instituts für Psychiatrie, Paul U. Unschuld, von Menschen verachtenden Anschuldigungen des Instituts gegenüber Weber, die ihn zur Niederlegung seines Amtes veranlasst sahen.
Matthias M. Weber habilitierte sich mit einer Arbeit zur Ideengeschichte der Psychopharmakologie an der Ludwig-Maximilians-Universität München. 2006 wurde Weber zum außerplanmäßigen Professor an die LMU berufen.

## Veröffentlichungen
Matthias M. Weber ist Herausgeber der Edition Emil Kraepelin. Als Autor veröffentlichte er unter anderem 1993 eine kontrovers diskutierte Biographie des Psychiaters und „Rassenhygienikers“ Ernst Rüdin.